# Portulano

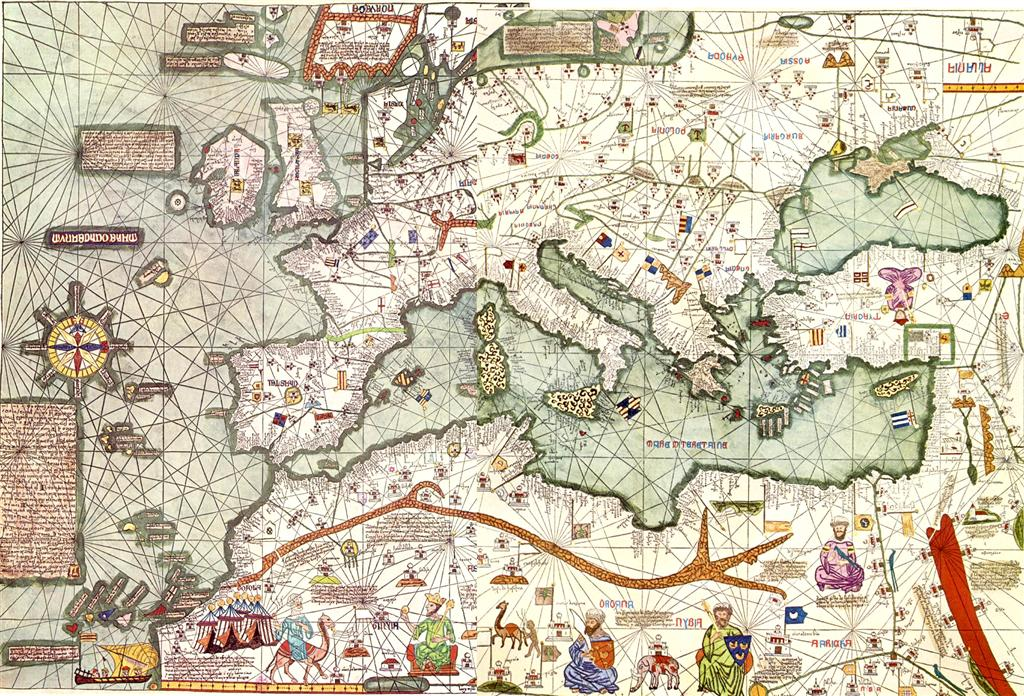
O mar Mediterrâneo (Atlas de Cresques, 1375)

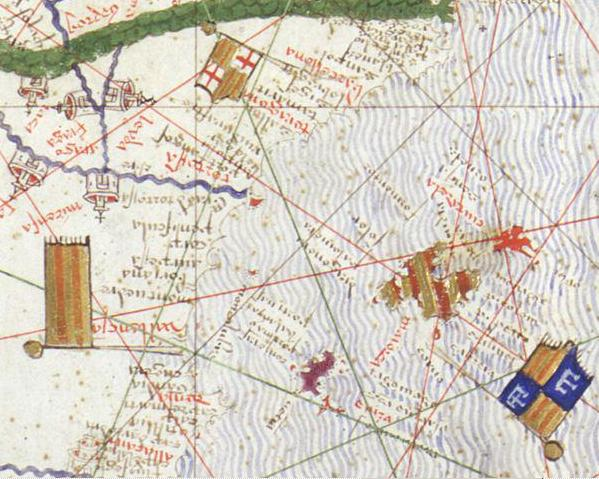
As Baleares e a costa mediterrânica da península Ibérica (Atlas de Cresques, 1375)

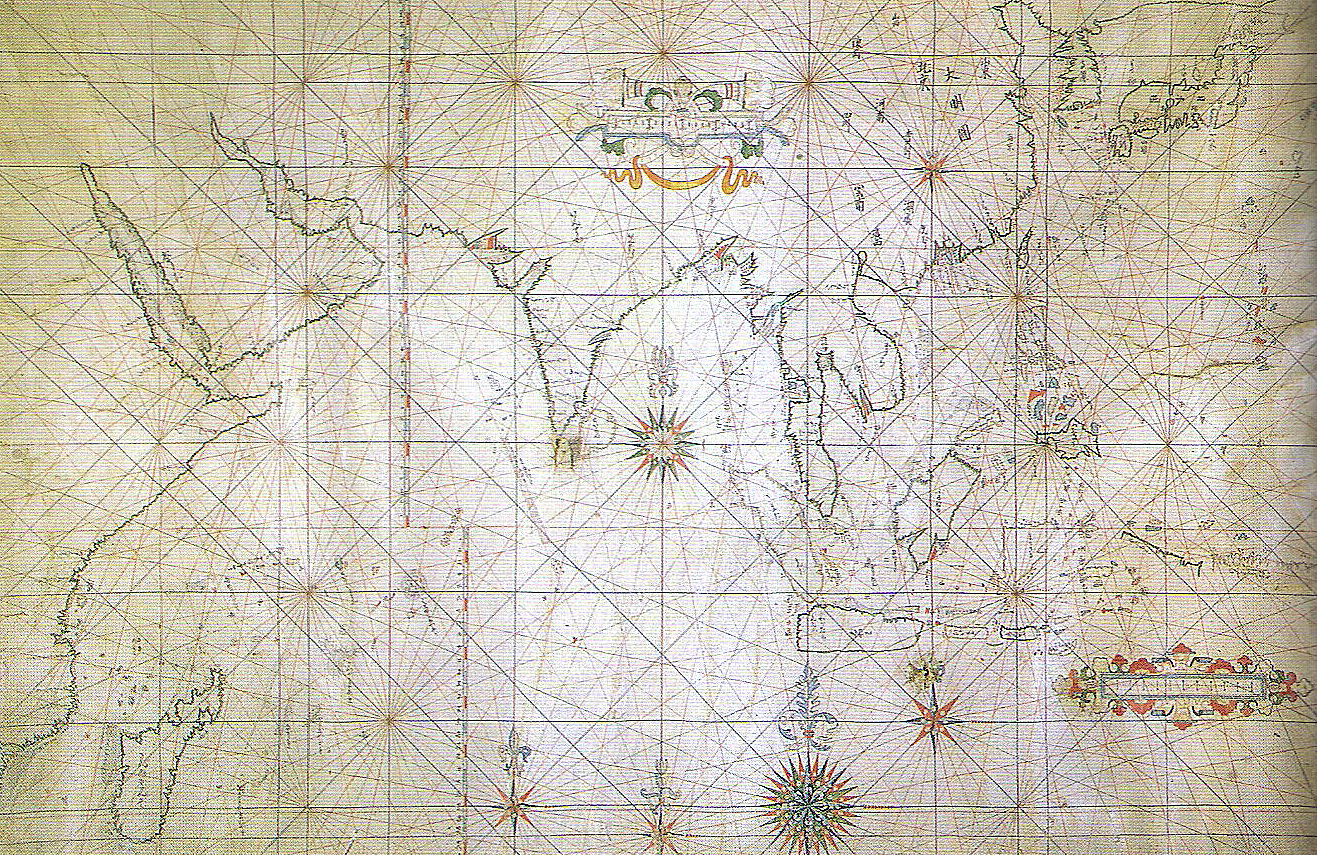
Um portulano Japonês do Oceano Índico (século XVII)

Portulano (em italiano: portolano) é uma antiga carta náutica europeia, datada do século XIII ou posterior, que tinha a função de fornecer direções e distâncias aproximadas entre os principais portos europeus e africanos.

## História
Os primeiros portulanos foram confeccionados nas cidades de Gênova e Pisa, sendo o exemplar mais antigo que se conhece, datado de 1296. Angelo Dulcert Portolano, em 1300, aperfeiçoou as linhas loxodrómicas, dando o seu sobrenome a este tipo de representação. Outros estudiosos, entretanto, sustentam que o termo "portulano" foi utilizado pela primeira vez em 1285, com o sentido de "descrição dos portos marítimos e das costas".
Posteriormente, destacou-se na sua produção a chamada "Escola de Maiorca", na ilha de Maiorca, reputadas pela beleza de suas iluminuras.
Os portugueses também se destacaram na sua produção, especialmente no período do Infante D. Henrique e da lendária "Escola de Sagres".
Estima-se que restem actualmente um pouco mais de uma centena de exemplares desses primitivos mapas. Entre eles destacam-se:
- Atlas Catalão
- Portulano Mediceo Laurenziano

## Características
Estes primitivos mapas eram manuscritos em pergaminho. Não dispunham de um sistema de coordenadas geográficas (latitude e longitude), mas sim de rectas direcionais (linhas loxodrómicas ou de rumo) a partir de uma rosa-dos-ventos principal, que se entrecruzavam com outras linhas que partiam de rosas acessórias, dispostas ao redor da primeira. Este tipo de traçado permitia calcular os pontos de acerto de rota de navegação com o simples auxílio da bússola, instrumento de navegação inventado na antiga China e introduzido na Europa por mercadores muçulmanos.
Nestes mapas, é costume que o norte esteja figurado do lado direito e o oeste na parte superior.
A atualização deste tipo de mapa era contínua, na medida do retorno de cada caravela. Contribuiu para o seu aperfeiçoamento além do uso da bússola e do compasso, a introdução do astrolábio, o que permitiu calcular as latitudes.